# Дом вдов
«Дом вдов» — неофициальное название кооперативного жилого дома Наркоминдел (НКИД) и Наркомвнешторга (НКВТ). Такое наименование он получил в связи с тем, что является одним из самых известных домов Москвы, жители которых пострадали во время Большого террора. Также известен как «Дом на Каляевской».

## История строительства
Дом был построен на средства пайщиков первого и последнего в Советском Союзе валютного жилищно-строительного кооператива, организованного работниками наркоматов иностранных дел (НКИД) и внешней торговли (НКВТ).
Проект дома был создан в 1929 году архитекторами А. В. Куровским и А. Ф. Жуковым. Согласно этому плану на пересечении Долгоруковской улицы (тогда Каляевской), Оружейного переулка (на этом участке слитого с Садовым кольцом) и улицы Фадеева планировалось построить семиэтажное здание в форме трапеции. Въезд в широкий двор осуществлялся через арки в восточной и северной частях дома. На его первых этажах располагались помещения для различных учреждений и предприятий обслуживания. Работы по возведению здания начались в декабре того же года.
Однако в ходе строительства конструктивистский проект был подвергнут критике за художественную невыразительность. В результате в 1933 году он был передан архитектору И. А. Голосову. В его задачу вошло переоформление фасадов уже построенного здания, а также расширение проекта за счёт строительства нового корпуса вдоль улицы Фадеева. И. А. Голосов совместно с И. Л. Маркузе переделали его в духе сталинского классицизма: изменили форму эркеров, а также добавили рельефы на седьмом этаже. В итоге строительство первой очереди затянулось до 1936 года. Этот проект стал интересным примером «домов из межсезонья».
Корпус второй очереди стал ещё более конструктивистским, нежели первой. Большая протяжённость здания подчёркивалась горизонтальными членениями, разбиваемыми вертикалями глубоких лоджий. Центр корпуса повышался на один этаж, и в нём планировалось создание арки высотой в 4 этажа. Но позднее по требованию заказчика она была заложена. Корпус третьей очереди начал возводиться через улицу Фадеева в 1935 году. Его строительство обернулось большим скандалом между заказчиком и архитектором, в результате чего проект был передан П. И. Терновскому.
Строительство здания сопровождалось коррупционными скандалами в управлении кооператива, которое злоупотребляло очерёдностью и правами пайщиков. В результате с окончанием строительства в 1937 году дом был лишён статуса кооператива и переведён в общий жилой фонд с выплатой жильцам компенсаций.

## Политические репрессии
Первые аресты в этом доме произошли в 1933 году, последние — в 1951 году.
В годы Большого террора (1937—1938 гг.) «Дом на Каляевской» наравне с «Домом на набережной» стал одним из самых страшных адресов Москвы: из-за большого числа расстрелянных жителей его прозвали в народе «Домом вдов». При этом в некоторых официальных документах он ошибочно назван «Дом НКВД». Эта ошибка парадоксально отражает историю дома: в освободившиеся квартиры арестованных жильцов часто вселялись семьи сотрудников органов госбезопасности. Некоторые из них потом сами стали жертвами репрессий. По свидетельству старожилов дома, «чёрные воронки» забирали из него людей чуть ли не каждый день, а многие жильцы имели собранный чемодан на случай ареста.
По данным общества «Мемориал» и Сахаровского центра, всего в этом доме подверглись репрессиям более 80 человек, бо́льшая часть из которых были расстреляны. Известны имена 65 убитых жильцов. Поскольку работники наркоматов НКИД и НКВТ были связаны с заграницей, то фальсификация дел против них не составляла проблемы для НКВД. Их стандартно обвиняли во «вредительстве», «шпионаже», «контрреволюционной деятельности» и т. п. Большая часть жителей была репрессирована по линии Военной коллегии Верховного суда СССР. Все они позднее были реабилитированы «за отсутствием состава преступления».

## Память

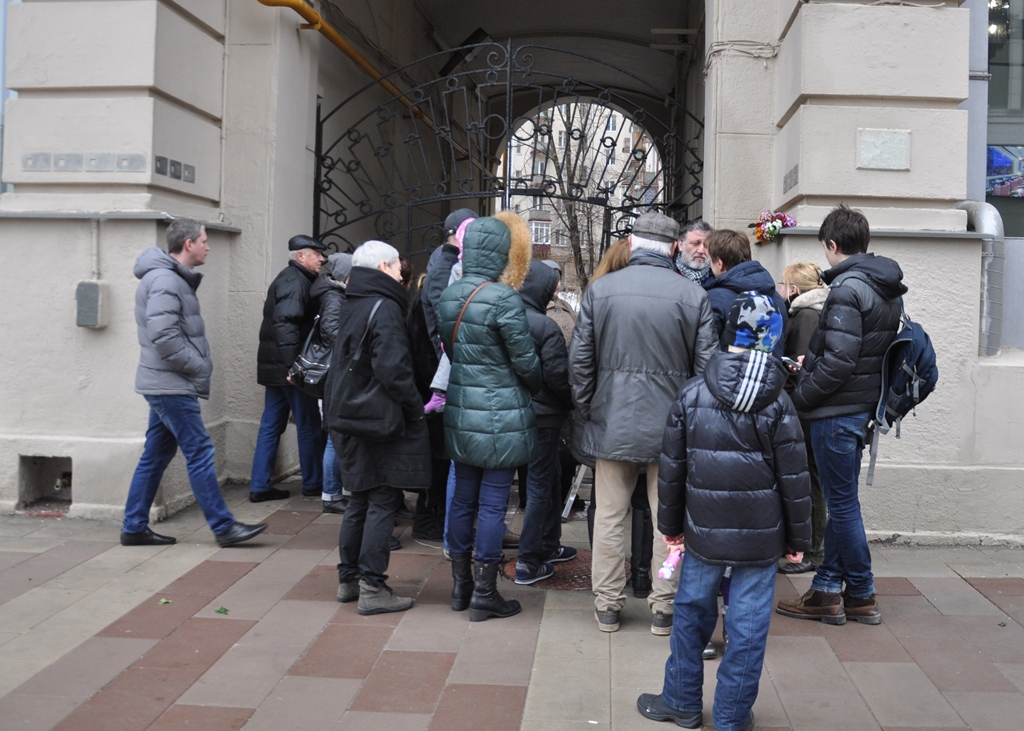
Церемония открытия. 6 марта 2016 года

В рамках общественной инициативы «Последний адрес» на доме были установлены 17 табличек в память о репрессированных жильцах, в том числе, экономисте и дипломате Д. Г. Штерне, дипломате Д. Э. Скалове, военном деятеле В. Ф. Воле. Это здание стало одной из первых точек мемориального проекта.
История дома отражена в фильмах «Подстрочник» (2009) Олега Дормана и «Каляевская, 5» (2019) Марии Сорокиной, получивших множество наград.